# ایستگاه متروی ردبریج
ایستگاه متروی ردبریج (انگلیسی: Redbridge tube station) یکی از ایستگاه‌های متروی لندن است.
این ایستگاه که در منطقه ردبریج لندن قرار دارد در سال ۱۹۴۷ تأسیس شده و جزئی از خط مرکزی متروی لندن است.

## نگراخنه

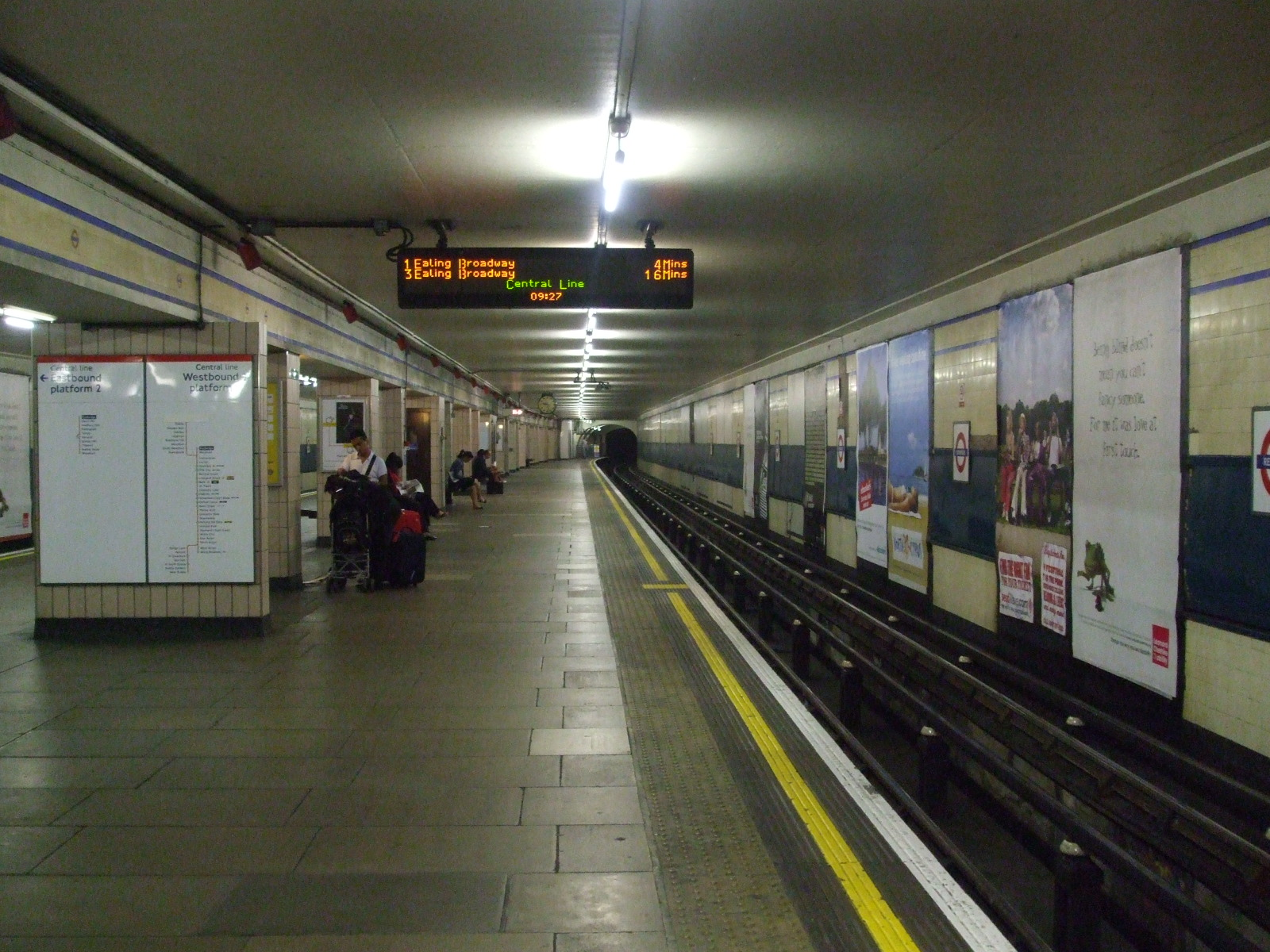
Westbound platform looking east
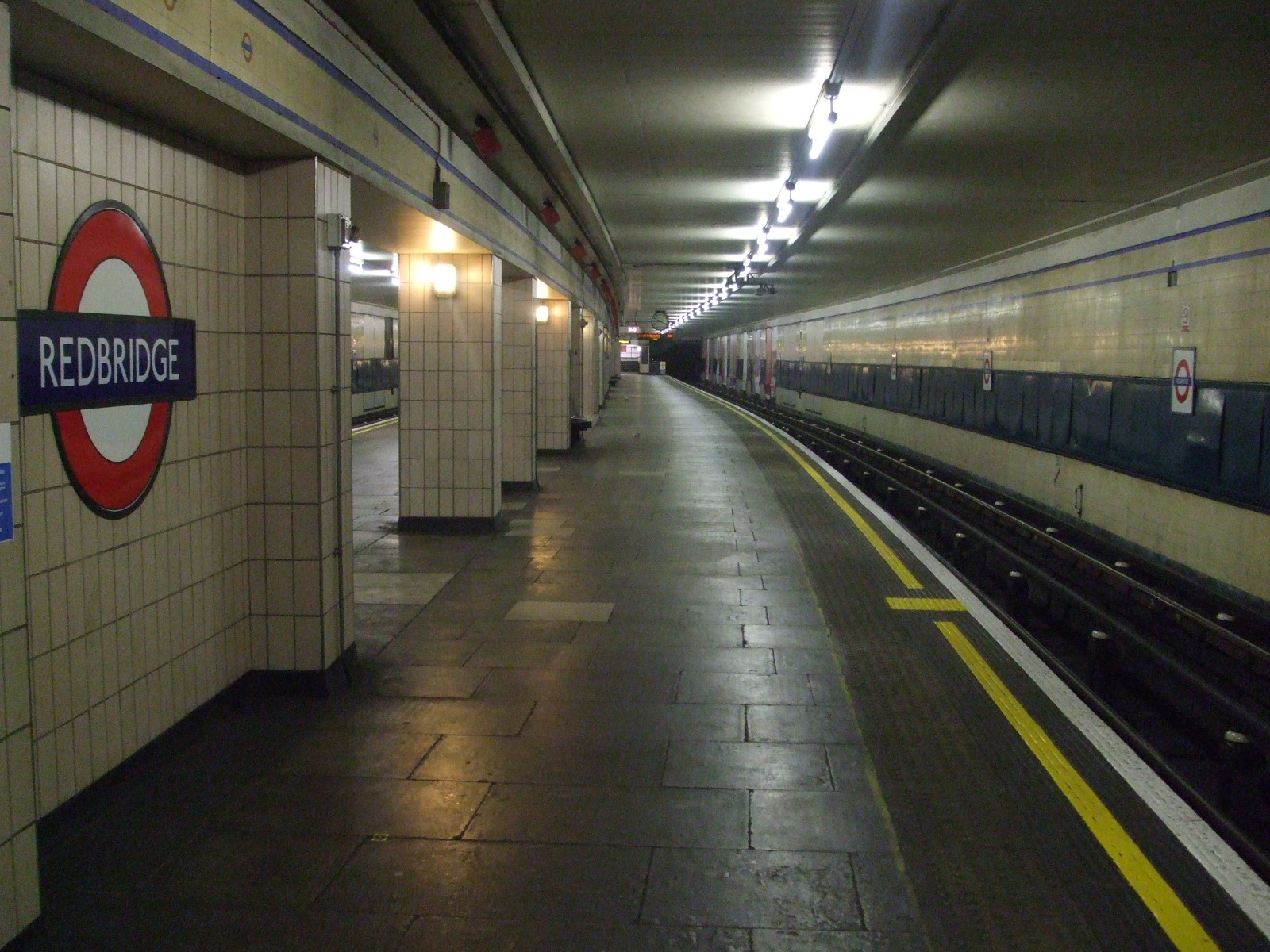
Eastbound platform looking west
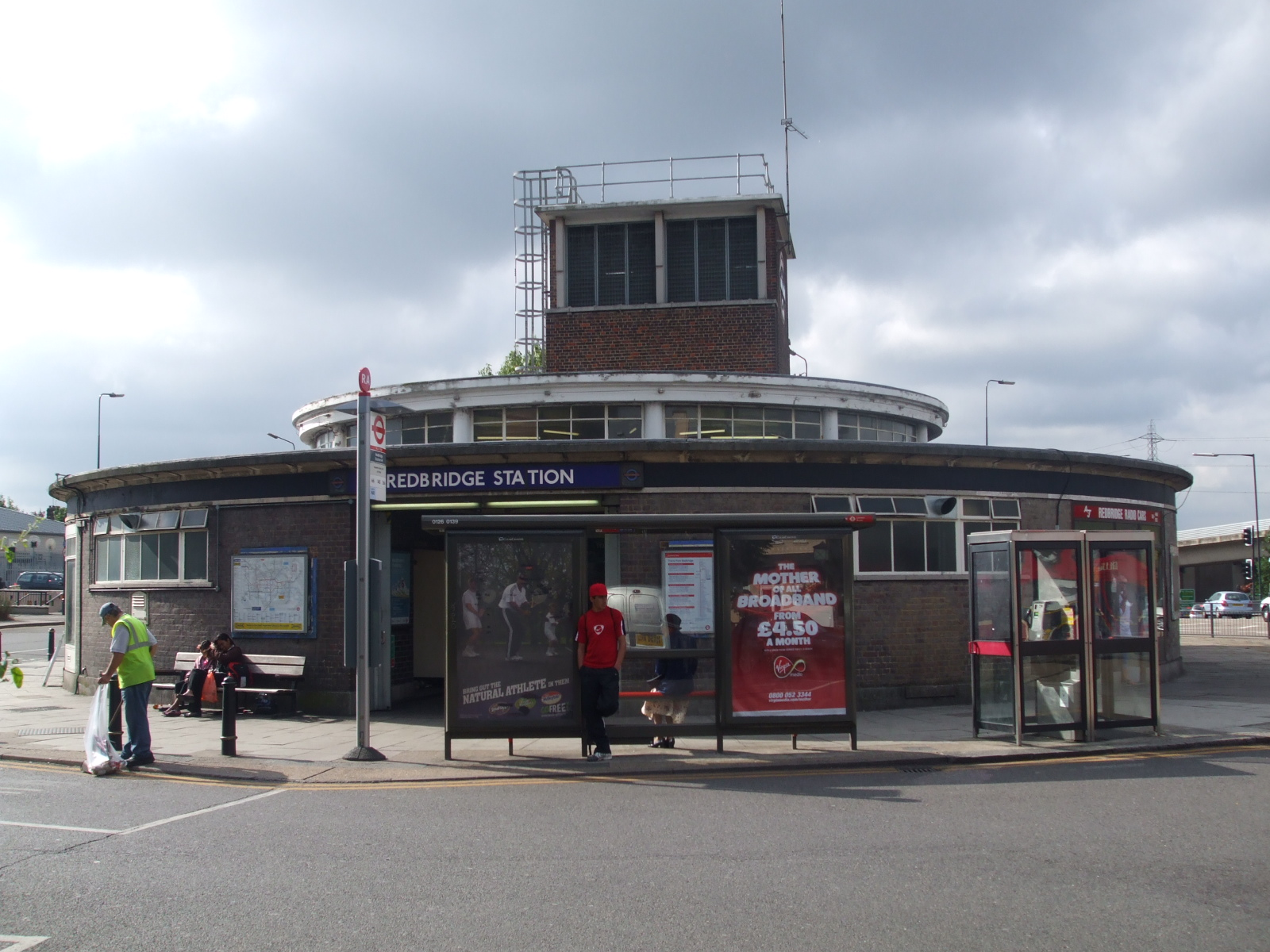
View of the station building looking south
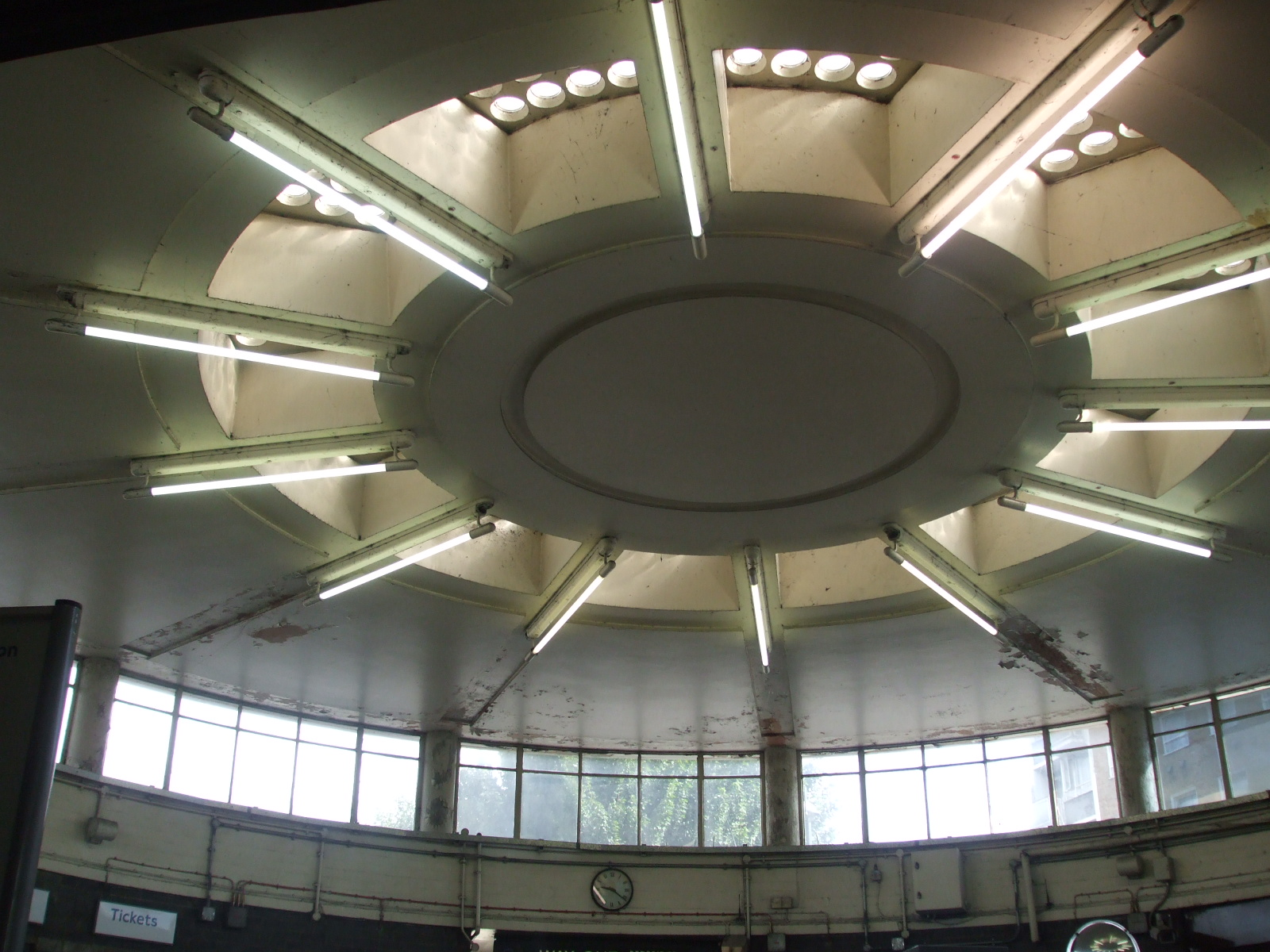
Ticket hall ceiling